# Богданов Іван Павлович
Іва́н Па́влович Богда́нов (1985) — хормейстер, художній керівник та головний диригент академічного камерного хору імені Дмитра Бортнянського.

## Життєпис
Іван Богданов народився у місті Чернігові в родині музикантів Павла Миколайовича і Наталії Олександрівни Богданових.
В травні 2004-го закінчив з відзнакою чернігівське музичне училище ім. Ревуцького за фахом «хорове диригування». В тому ж році став лауреатом молодіжного конкурсу хорових диригентів ім. Д. Бортнянського у Сумах.
2004—2009 навчався в Національній музичній академії ім. Чайковського (Київська консерваторія), яку закінчив з відзнакою за спеціальністю «хорове диригування», закінчив клас професора, народної артистки Україна Інеси Шилової.
2007—2009 отримував іменну стипендію Президента України. Під час навчання створив Молодіжний камерний хор «Софія», з яким брав участь у музичних фестивалях країни, здійснював гастрольні поїздки до Львова, Чернігова тощо.
2009—2012 — асистент-стажист НМАУ ім. Чайковського (хорове диригування).
2010-го у віці 24 років на конкурсній основі призначений художнім керівником і головним диригентом Академічного камерного хору ім. Д. Бортнянського у Чернігові. Стає наймолодшим художнім керівником в Україні.
2010—2014 — навчається на кафедрі оперно-симфонічного диригування в класі професора, народного артиста України А. Власенка, 2011-го проходить пасивну практику в Маріїнському театрі (Санкт-Петербург, Росія) на фестивалі «Зірки білих ночей» та на Зальцбурзькому фестивалі.
У грудні 2011 року приводить камерний хор ім. Бортнянського до перемоги на міжнародному конкурсі хорів ім. Д. Бортнянського у Києві. 2012-го вперше в Україні записав і видав CD-диск «35 духовних концертів Д. Бортянского».
2013 — отримує премію за виразне диригування на міжнародному конкурсі в польському Білостоці. Того ж року на базі хору Бортнянського організує «концертний хор хлопчиків».
Окрім України диригував в Польщі, Болгарії, Австрії, Німеччині, Угорщині, Білорусі, Росії. Диригував багатьма українськими та світовими прем'єрами.

## Приватне життя
Окрім музики, цікавиться літературою, психологією, історією, цими науками Іван захоплювався ще студентом у консерваторії. Володіє українською, англійською та німецькою мовами.